# پیر بی‌لی
پیر بی‌لی (به لاتین: Pirbəyli) یک منطقه مسکونی در جمهوری آذربایجان است که در شهرستان شماخی واقع شده است. پیر بی‌لی ۱۸۴ نفر جمعیت دارد.